# Brîșci, Mlîniv
Brîșci (în ucraineană Брищі) este un sat în comuna Mali Dorohostaii din raionul Mlîniv, regiunea Rivne, Ucraina.

## Demografie
Componența lingvistică a localității Brîșci
     Ucraineană (99,41%)
     Alte limbi (0,3%)
Conform recensământului din 2001, majoritatea populației localității Brîșci era vorbitoare de ucraineană (99,41%), existând în minoritate și vorbitori de alte limbi.